# بيت ريشنر
بيت ريشنر (بالألمانية: Beat Richner)‏‏ (13 مارس 1947 - 9 سبتمبر 2018) هو طبيب أطفال وعازف تشيلو سويسري، وهو مؤسس مستشفيات الأطفال في كمبوديا.

## روابط خارجية
- بيت ريشنر على موقع IMDb (الإنجليزية)